# 霍什年斯基·诺贝特
霍什年斯基·诺贝特（匈牙利語：Hosnyánszky Norbert，1984年3月4日—），匈牙利男子水球运动员。他曾代表匈牙利参加2008年、2012年、2016年和2020年夏季奥林匹克运动会水球比赛，共获得一枚金牌和一枚铜牌。